# Luperina imbellis
Luperina imbellis là một loài bướm đêm trong họ Noctuidae.